# Ганс Здражила
Ганс Здражила (Hans Zdražila, 3 жовтня 1941) — чехословацький важкоатлет.
Олімпійський чемпіон 1964 року в категорії до 75 кг, учасник 1968 року.
Чемпіон світу 1964 року в категорії до 75 кг, бронзовий призер 1963 (до 75 кг), 1966 (до 82,5 кг) років.